# Kämpfe auf der Hochfläche von Lavarone (1915–1916)
1915

1. Isonzo – 2. Isonzo – Erste Dolomitenoffensive – Zweite Dolomitenoffensive – 3. Isonzo – 4. Isonzo – Lavarone (1915–1916)
1916

5. Isonzo – Südtiroloffensive – 6. Isonzo (Doberdo) – 7. Isonzo – 8. Isonzo – 9. Isonzo – 
Lawinenkatastrophe
1917

10. Isonzo – Ortigara – 11. Isonzo – 12. Isonzo – Pozzuolo – Monte Grappa
1918

Piave – San Matteo – Vittorio Veneto

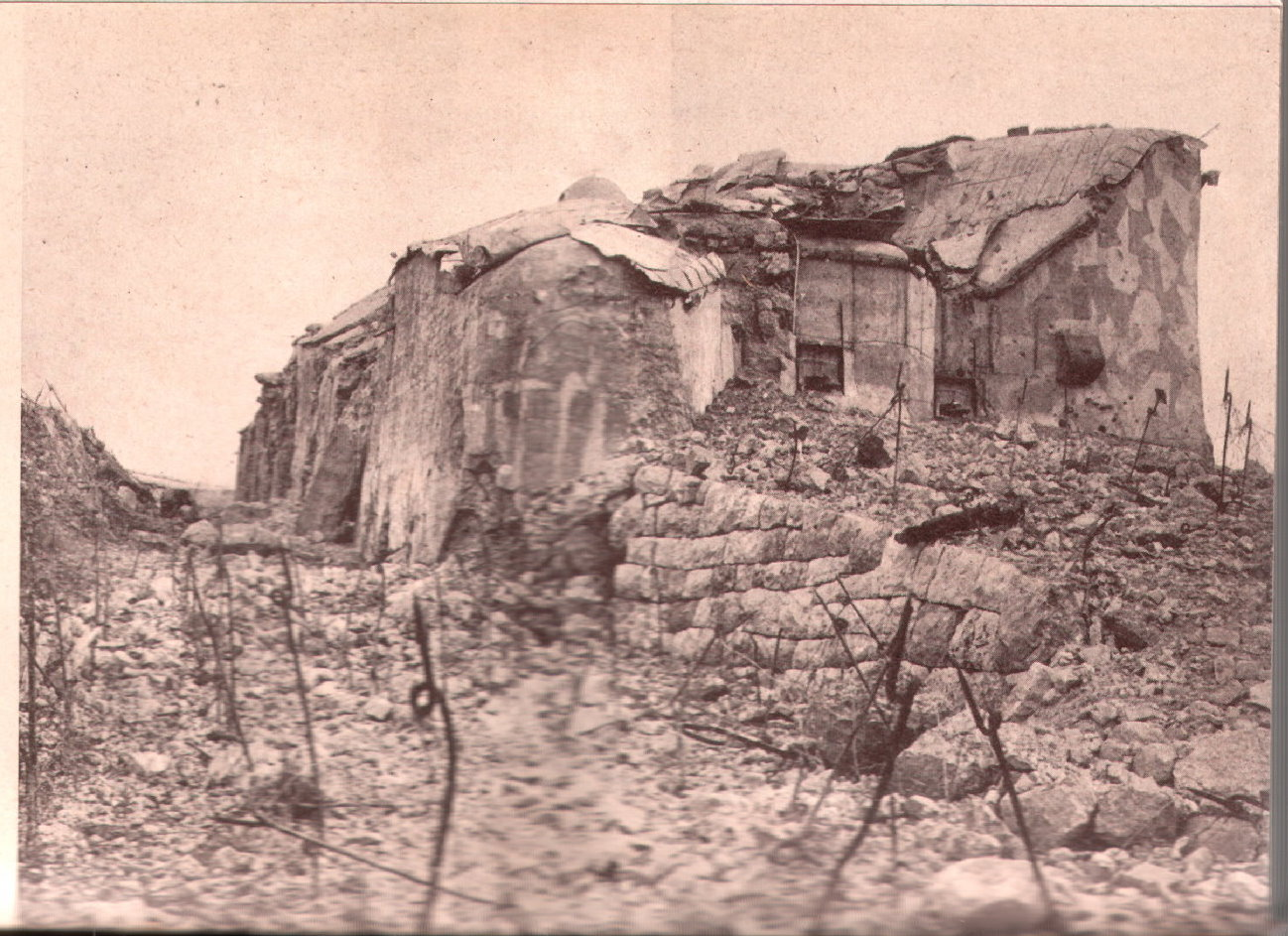
Werk Lusern nach den Kampfhandlungen. Blick auf die Traditorenbatterie und den Frontgraben (links)

Die Kämpfe auf der Hochfläche von Lavarone waren eine erste militärische Auseinandersetzung, die während des Ersten Weltkriegs zwischen Italien und Österreich-Ungarn dicht westlich der damaligen Staats- und heutigen Provinzgrenze zwischen dem Trentino und Vicenza im seinerzeit noch zu Tirol und damit zu Österreich gehörenden Trentino stattfand. Ab dem 23. Mai 1915 versuchte die italienische Armee, den auf der Hochfläche von Folgaria angelegten österreichisch-ungarischen Festungsriegel zu durchbrechen und in das Valsugana und am Caldonazzosee vorbei nach Trient vorzudringen. Die Kämpfe auf der Hochfläche von Folgaria endeten mit dem Beginn der österreich-ungarischen Südtiroloffensive im Juni 1916 und der damit einhergehenden Frontverschiebung nach Südosten.

## Geographische und strategische Situation
Nachdem Venetien 1866 an Italien gekommen war, bildeten Südtirol und das Trentino im Grenzverlauf zwischen Österreich und Italien einen bastionsartigen Vorsprung, der weit nach Süden reichte. Im Südosten des Trentino liegen zwischen Etsch und Brenta mehrere besiedelte Hochflächen. Die Hochflächen um Lavarone und Folgaria liegen noch im Trentino und gehörten damit bis 1919 zu Österreich, während die südöstlich anschließende Hochfläche der Sieben Gemeinden zu Venetien und damit seit 1866 zu Italien gehört. Im Schrifttum wird der Begriff der „Hochfläche der Sieben Gemeinden“ mitunter jedoch ungenau auch auf das Gebiet um Lavarone und Folgaria ausgedehnt. Am Südostrand der Hochfläche der Sieben Gemeinden enden die Alpen und gehen in die Tiefebene Venetiens über.
Venedig und die Küste der Adria sind hier nur knapp 100 km Luftlinie von der ehemaligen Grenze entfernt. Dabei konnte die Hochfläche von Folgaria und Lavarone als Sammlungsraum für eine österreichische Offensive nach Südosten dienen, wie es dann 1916 mit der Südtiroloffensive auch tatsächlich geschah. Ein solcher Vorstoß bis nach Venedig hätte Venetien und Friaul sowie dort operierende italienische Armeen vom übrigen Italien abgeschnitten. Daraus ergab sich eine besondere strategische Bedeutung der Hochflächen von Folgaria und Lavarone. Zwischen 1907 und 1913 befestigte Österreich die Hochflächen mit sieben Festungswerken gegen Italien, das seinerseits mehrere Forts errichtete.

## Angegriffene Festungswerke und Stützpunkte im Abschnitt Lafraun/Lavarone
- Posten Vezzena (it. Forte Spitz Verle)
- Werk Verle (it. Forte Busa Verle)
- Werk Lusern (it. Forte Campo de Luserna)
- Werk Gschwent (it. Forte Belvedere)
- Stützpunkt Levespitze
- Stützpunkt Basson

## Überblick
Die Hochfläche von Lavarone und die südwestlich anschließende Hochebene um Folgaria bildeten ein nur von kleinen Dörfern besiedeltes Gebiet, bei dem es sich um eine zimbrische Sprachinsel handelte, in der eine Form des Bairischen gesprochen wurde. Es ist ein stark bewaldetes, von tiefen Schluchten durchzogenes Gebirgsland, das im Norden durch eine Bergkette abgegrenzt wird und im Süden und Osten an die Hochfläche der Sieben Gemeinden (italienisch „Altopiano dei Sette Comuni“) stößt. Die höchsten Erhebungen dieser Kette sind (von Westen) der Cornetto (2060 m), der Monte Cimone (1525 m), Pizzo di Levico (1908 m), die Cima Mandriolo (2049 m) und die Cima Làrici (2083 m), letztere lag bereits auf italienischem Gebiet.
Die Front verlief hier vom Kriegsbeginn im Mai 1915 bis zur österreichisch-ungarischen Offensive 1916 von Novaledo im Valsugana nach Süden über die Pizzo di Levico mit dem Werk Posten Vezzena, die Malga Marcai di Sotto unterhalb des Werks Verle, über den Passo Vezzena (hier befand sich eine Zollstation der Guardia di Finanza), die Malga Basson di Sopra mit der großen Feldbefestigung Stützpunkt Basson, um dann bei dem Werk Lusern scharf nach Westen abzubiegen. Die Front verlief dann bei der Ortschaft Lusern nach Westen, querte das Valle Rio Torro, am Werk Gschwent vorbei über das Val d’Astico mit der wichtigen Straße von Arsiero nach Vigolo Vattaro und Rovereto bis zum Werk Sebastiano. Dort bog die Frontlinie wieder nach Süden ab, erreichte das Zwischenwerk Sommo und führte südlich zum Werk Serrada, das hier auf einem Abhang 1240 m über dem Valle Terragnola sitzt und den Abschluss der Befestigungskette bildet. Naturgemäß befanden sich die Festungswerke nicht genau auf der Grenzlinie, sondern unterschiedlich weit dahinter. Das reichte von etwa 200 Metern beim Werk Gschwent bis hin zu drei Kilometern vor dem Posten Vezzena, hier verlief die Grenze genau auf der Cima Mandriolo. Das Vorfeld wurde aufgegeben.
Besetzt waren die Werke mit Detachements des k.k. Landesschützen-Regiments „Bozen“ Nr. II, der 2. Kompanie des Festungsartilleriebataillons 1 und der 1.–4. Kompanie des Festungsartilleriebataillons 8.
Artilleristisch bekämpft wurden alle Werke, während Infanterieangriffe nur gegen Vezzena, Verle und Lusern sowie gegen den Stützpunkt Basson durchgeführt wurden. Hier lag insgesamt auch der Schwerpunkt der Kämpfe.

Überlebende des it. IR 115 vom Basson

Gegenüber auf der italienischen Seite befanden sich das Forte Campolongo und die Werkgruppe Monte Verena mit dem Forte Monte Verena und den Batterien „Costa del Civello“ (k.u.k.-Zielnummer Z 34) sowie „Spelonca della Neve“ (k.u.k.-Zielnummer Z 32) und „Bosco Arzari“ (k.u.k.-Zielnummer Z 22). Diese befestigten Stellungen lagen alle etwa 500 m höher als die österreichischen und waren zudem noch mit Geschützen ungleich größeren Kalibers ausgestattet, wobei die der Forts auch noch über längere Rohre verfügten. Theoretisch verschob dies das Gleichgewicht allein schon aufgrund der stationären Artillerie zugunsten der Italiener, zumal die Österreicher – auch wenn sie über drei Geschütze mehr verfügten – mit ihren kurzen 10-cm-Haubitzen die italienischen Forts teilweise (so z. B. das Werk Verle) nicht erreichen konnten. In der Praxis hatte die italienische Führung bereits lange vor der Kriegserklärung begonnen, mobile Artillerie im und um das Val d’Assa zu massieren.
| Auflistung der italienischen Artillerie auf der Hochfläche der Sieben Gemeinden 1915/16 |                                 |             |                                                                 |
| Feldartillerie                                                                          |                                 |             |                                                                 |
| Stück                                                                                   | Geschützart                     | Kaliber     | Standort                                                        |
| 2                                                                                       | „G“-Kanonen                     | 120 mm      | Tagliata Val d’Assa                                             |
| 2                                                                                       | Küstenhaubitzen „M79 C“         | 280 mm L/9  | Monte Toraro (Batterie Nr. 535)                                 |
| 2                                                                                       | Küstenhaubitzen „M79 C“         | 280 mm L/9  | Forcella Malon (Batterie Nr. 534)                               |
| 4                                                                                       | „B“-Kanonen                     | 87 mm       | Valperaga                                                       |
| 2                                                                                       | Küstenhaubitzen „M79 C“         | 280 mm L/9  | Costa del Civello                                               |
| 4                                                                                       | „G“-Kanonen                     | 149 mm L/36 | Casara Mandirielle                                              |
| 4                                                                                       | „G“-Kanonen L36                 | 149 mm      | Malga Campo Poselara                                            |
| 2                                                                                       | Küstenhaubitzen „M79 A“         | 280 mm L/12 | Spelonca della Neve (Batterie Nr. 556)                          |
| 2                                                                                       | Küstenhaubitzen „M79 C“         | 280 mm L/9  | Bosco Arzari (Batterie Nr. 555)                                 |
| 2                                                                                       | „B“-Kanonen                     | 87 mm       | Baitle                                                          |
| 4                                                                                       | Mörser                          | 210 mm      | Porta di Manazzo (Batterie Nr. 543)                             |
| 2                                                                                       | „B“-Kanonen                     | 87 mm       | Casara Campo Mandriola                                          |
| 4                                                                                       | „B“-Kanonen                     | 87 mm       | Mosciach                                                        |
| 4                                                                                       | „B“-Kanonen                     | 87 mm       | Monte Gutenate                                                  |
| 1                                                                                       | Küstenhaubitze                  | 305 mm L/17 | Porta di Manazzo (Batterie Nr. 147)                             |
| 1                                                                                       | Küstenhaubitze                  | 305 mm L/17 | Valle Sparavieri (Batterie Nr. 145)                             |
| 2                                                                                       | Küstenhaubitzen „M79 C“         | 280 mm L/9  | An der Werkstraße zum Forte Campomolon (Batterie Nr. 533)       |
| 4                                                                                       | Haubitzen                       | 149 mm      | An der Werkstraße zum Forte Campomolon (neben Batterie Nr. 533) |
| 2                                                                                       | „G“-Kanonen in Festungslafetten | 149 mm L/36 | südl. unterhalb Werk Campomolon (Batterie Nr. 519)              |
| Festungsartillerie                                                                      |                                 |             |                                                                 |
| 3                                                                                       | „G“-Kanonen im Drehturm         | 149 mm      | Forte Casa Ratti                                                |
| 6                                                                                       | „A“-Kanonen im Drehturm         | 149 mm      | Forte Punta Corbin                                              |
| 4                                                                                       | „S“-Kanonen im Drehturm         | 149 mm L/36 | Forte Campolongo                                                |
| 4                                                                                       | „S“-Kanonen im Drehturm         | 149 mm L/36 | Forte Monte Verena                                              |

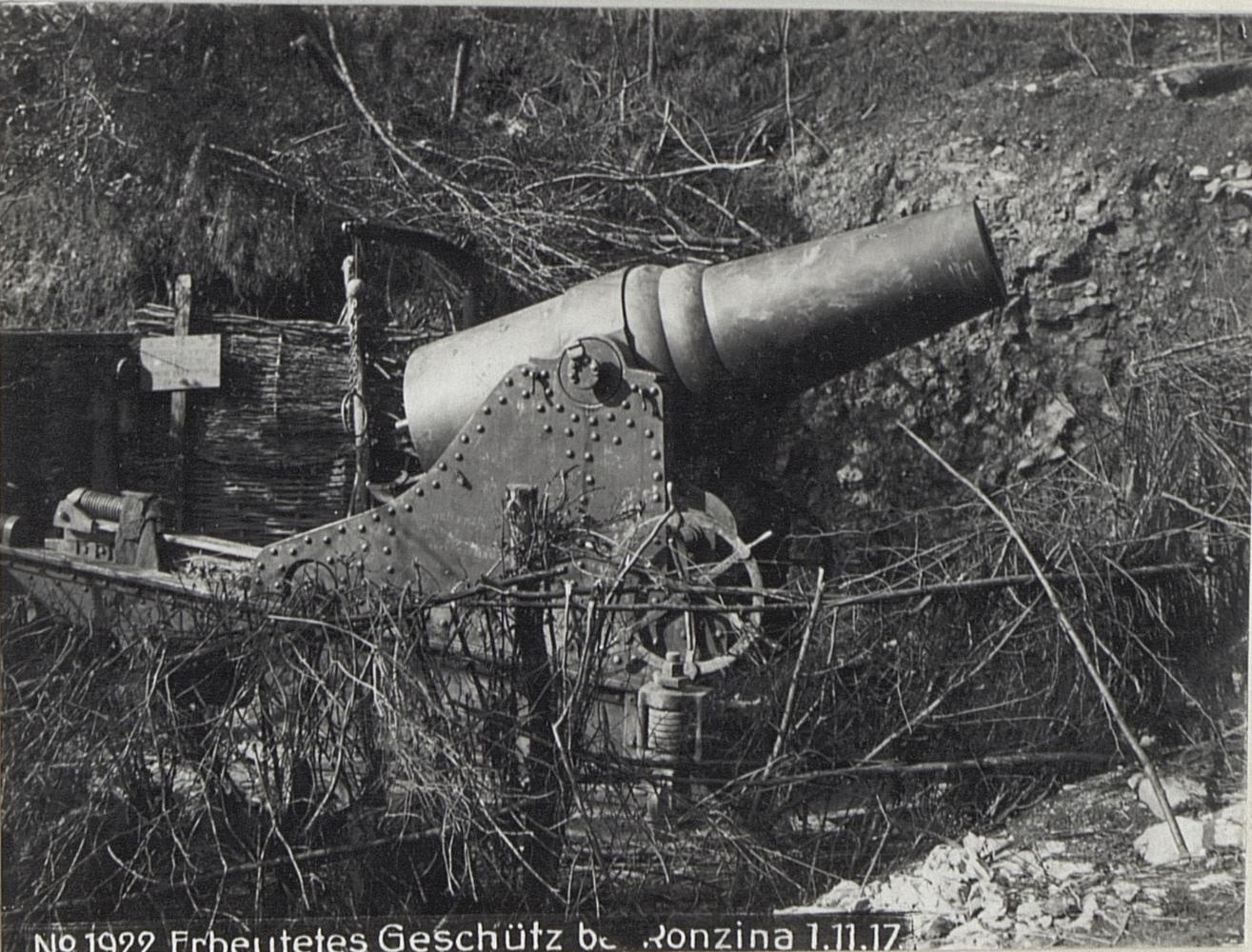
280-mm-Küstenhaubitze „M79 A“
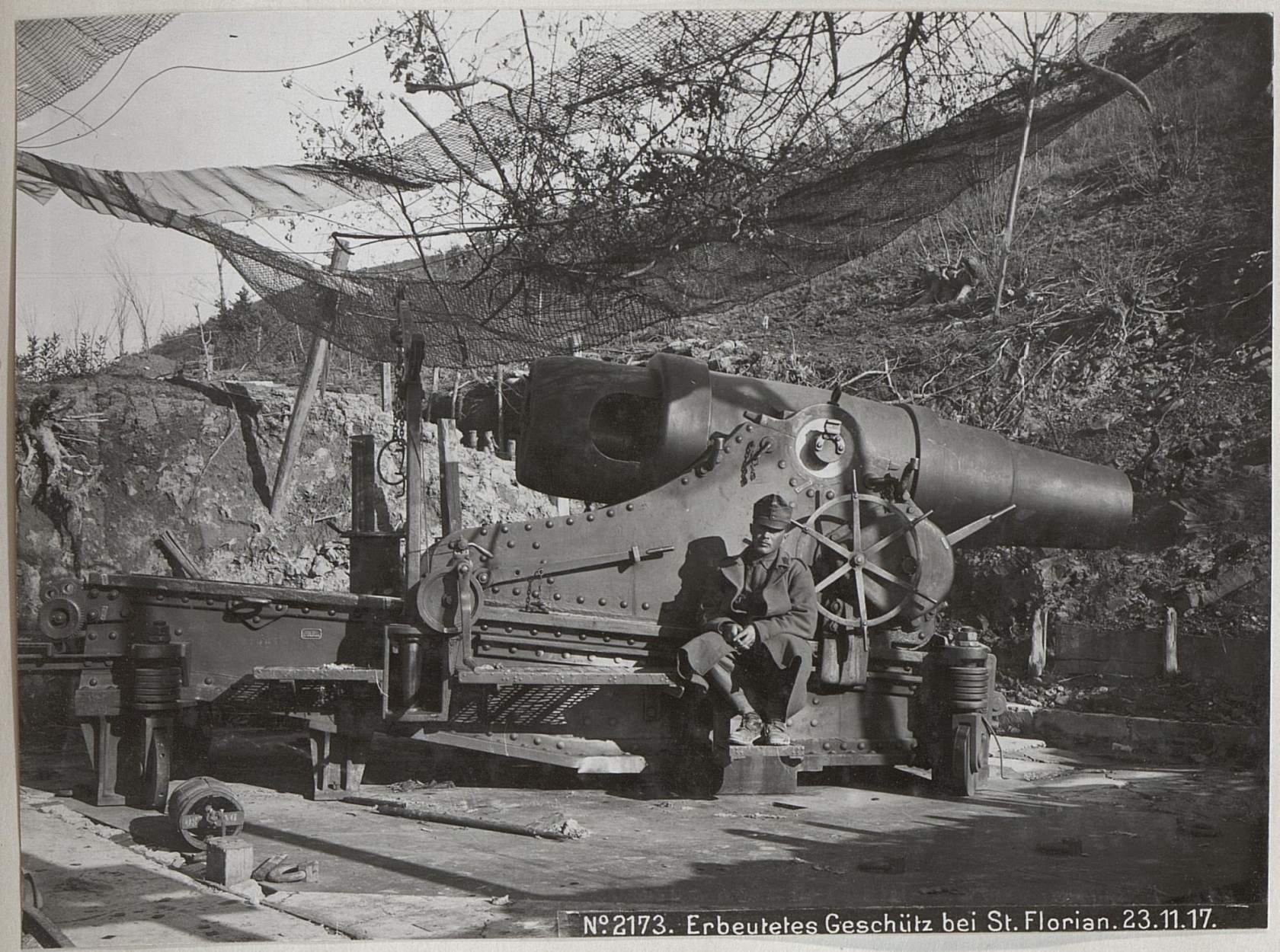
280-mm-Küstenhaubitze „M79 C“
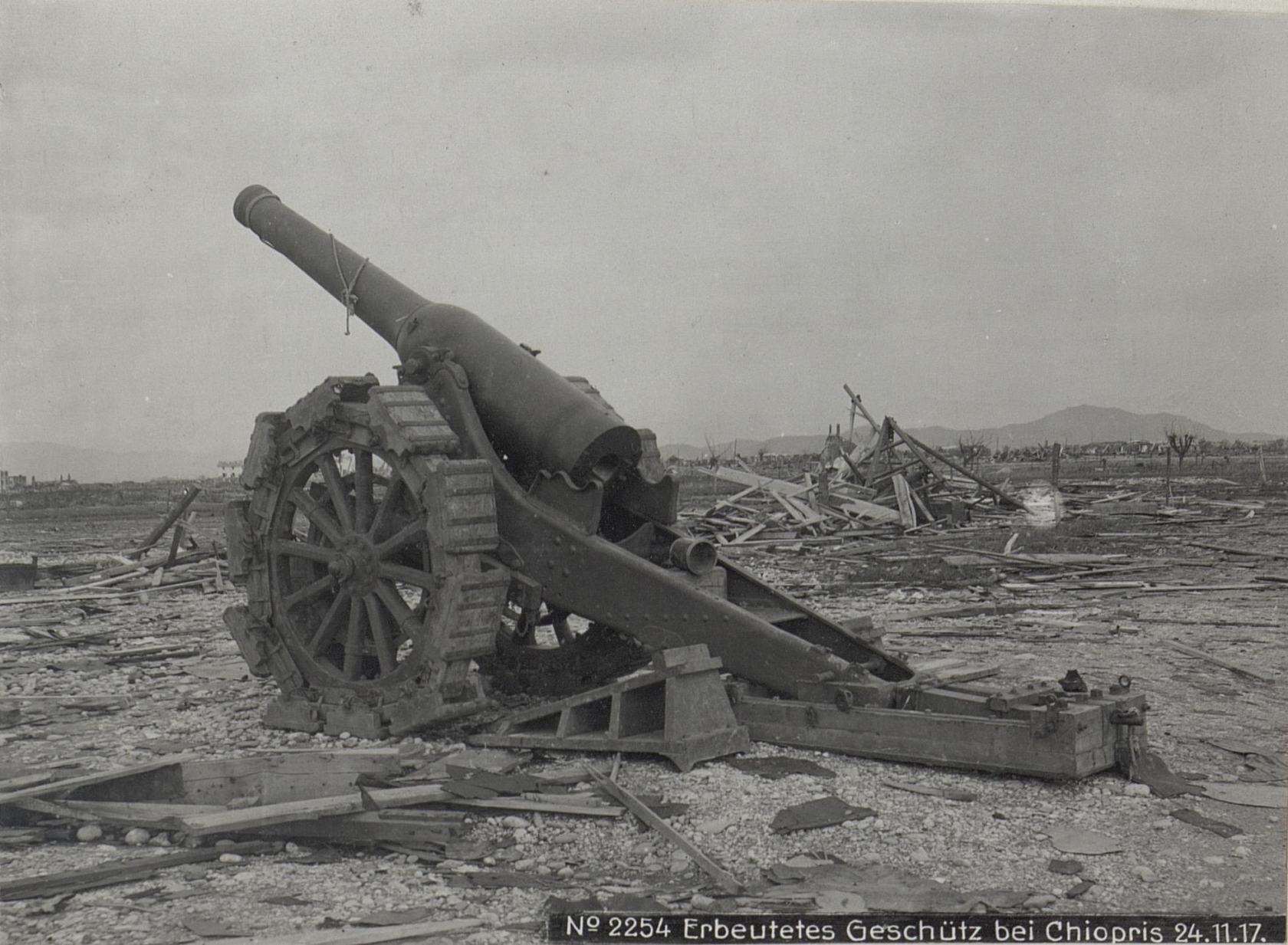
149-mm-Feldkanone „G“
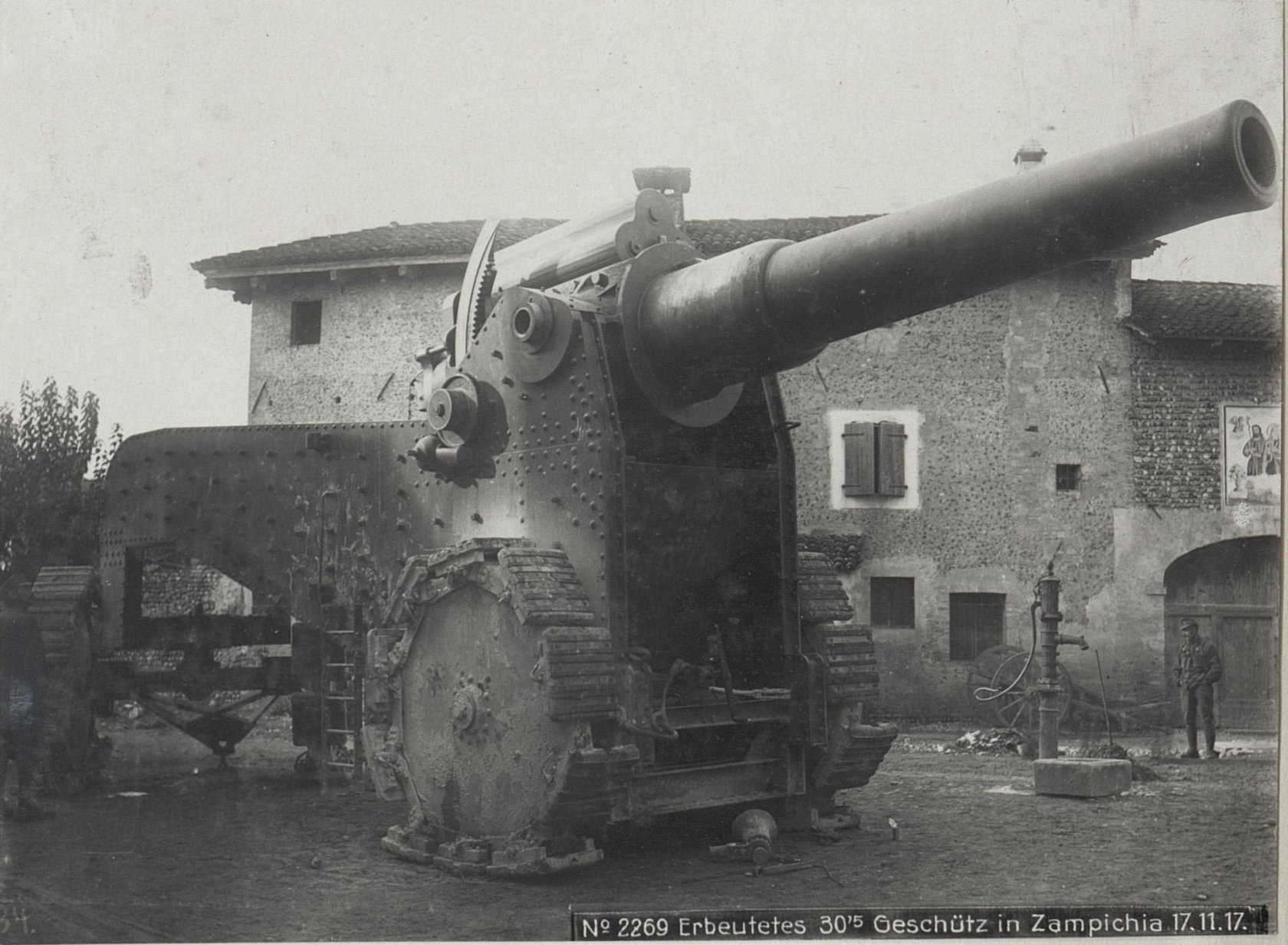
305-mm-Küstenhaubitze

## Probleme der italienischen Artillerie
Obwohl die Trefferrate durch die guten Beobachtungsposten der Italiener mit bis zu 74 Prozent wesentlich höher lag als beispielsweise bei den Festungskämpfen in Belgien, gab es Probleme mit der Wirksamkeit. Die Geschütze waren zunächst nicht sehr effektiv, da die italienische Artillerie in den ersten vier Wochen große Probleme mit der verwendeten Munition hatte. Wegen instabiler Flugbahn kam es zu vielen Abprallern und Querschlägern, die naturgemäß eine verminderte Auftreffwucht nach sich zogen. Manchmal war die Explosionswirkung zu gering, manchmal versagten die Verzögerungszünder. Dies konnte erst ab Mitte Juni abgestellt werden.
Das Kaliber 149 mm der Festungsgeschütze hatte keine Wirkung auf die Betoneindeckungen. Man verwendete diese Kanonen dann vermehrt für Störfeuer, so auf die Infanterielinien, die rückwärtigen Stellungen, die Anmarschwege und die Reparaturarbeiten.

## Beginn der Kämpfe
Nach viertägigem Vorbereitungsfeuer der italienischen Artillerie gegen die österreichisch-ungarischen Panzerwerke im Bereich Fogaria und Lavarone begannen in der Nacht vom 29. zum 30. Mai erste Angriffe mit der 63. Kompanie des Alpinibataillons Bassano gegen den Posten Vezzena, um die Stärke der Verteidiger herauszufinden. Sie konnten jedoch abgewiesen werden. Es folgte ein Sturmangriff der 62., 74. und 94. Kompanie desselben Bataillons, der unter schweren Verlusten der Angreifer zurückgeschlagen wurde, obwohl keine durchlaufend besetzten Gräben vorhanden waren. Den Italienern gelang es bei diesem Unternehmen, den wichtigen Stützpunkt auf der Levespitze (1857 m) zu erobern. Danach blieb es bis zum August bei kleineren Gefechten, ausgenommen ein österreichischer Angriff am 16. Juni, mit dem die Front etwas bereinigt werden sollte.
Als am 15. August ein erneuter artilleristischer Großangriff begann, durchschlug das Geschoss einer von zwei inzwischen aufgestellten 30,5-cm-Küstenhaubitzen den Vorpanzer einer Geschützkuppel des Werks Verle, ein weiteres detonierte in den Tagen danach in einem der Bereitschaftsräume. Im Werk Lusern wurde eine Kasematte durchschlagen und im Posten Vezzena ging eines der Geschosse – ohne zu explodieren – wegen Versagen des Zünders quer durch das Werk und stürzte nach dem Durchschlagen der rückwärtigen Kehlmauer in das Val Sugana. Im Zuge dieser massierten Beschießung boten die Italiener alles auf, was irgendwie von Nutzen sein konnte. Gebirgsgeschütze feuerten vom Waldrand des Marcairücken auf eine Entfernung von nur 300 m auf die Scharten des Werks Verle, ohne jedoch nennenswerten Erfolg zu erzielen. Die Panzerwerke Campolongo und Verena konnten in die Kämpfe nicht mehr eingreifen, da sie im Juni von österreichischen 30,5-cm-Mörsern ausgeschaltet worden waren. Während des Zeitraums dieses Angriffs wurde allein das Werk Verle täglich von etwa 350 Granaten des Kalibers 30,5 cm, 500 Granaten des Kalibers 28 cm, 1200 Granaten des Kalibers 21 cm und einer nicht gezählten Anzahl von 14,9-cm-Feldgeschütz- und 7,5-cm-Gebirgsgeschützgranaten getroffen.

## Infanterieangriffe

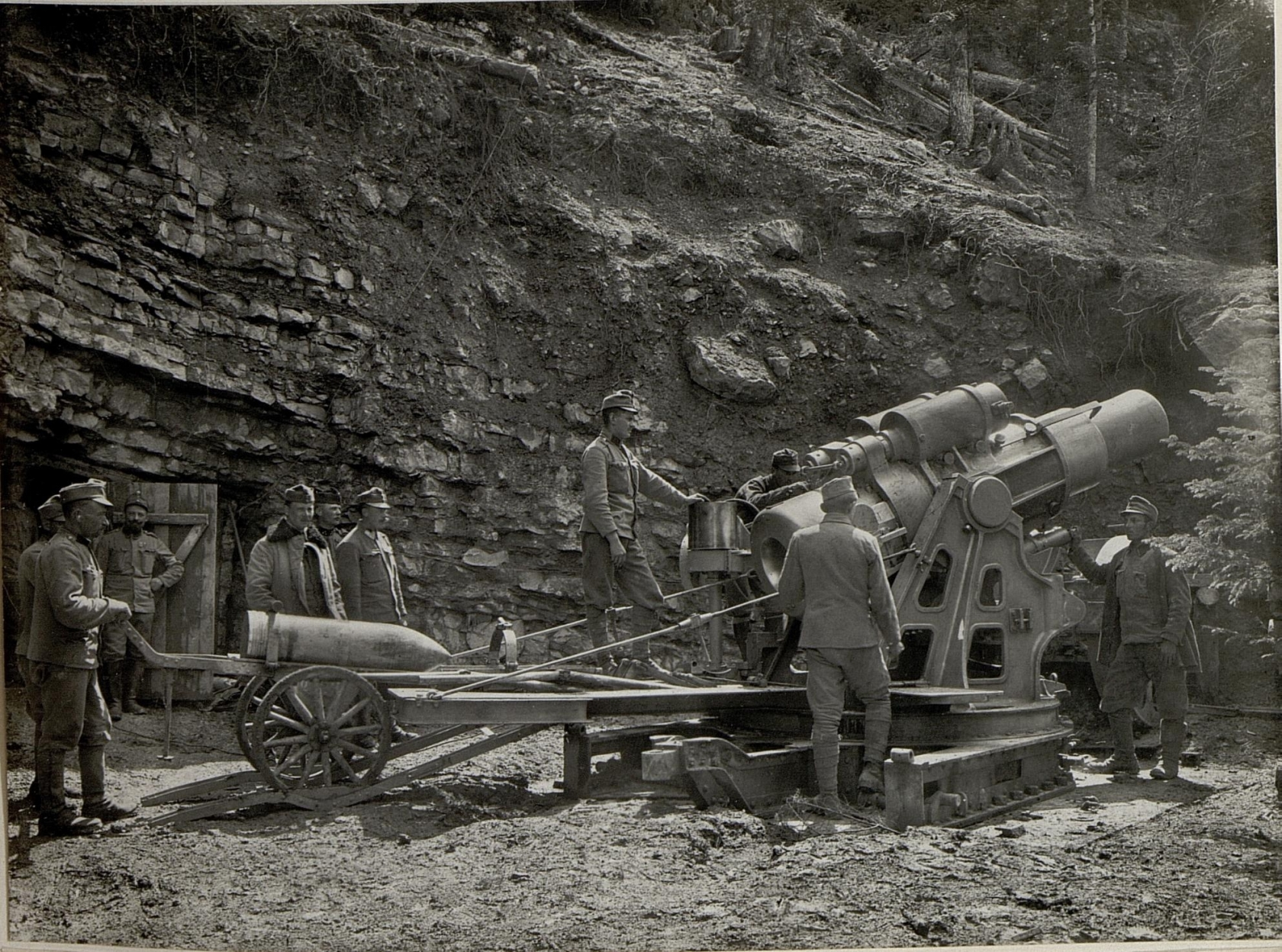
Ein solcher Mörser der Mörserbatterie Nr. 12 zerstörte im Juni 1915 Ft. Verena und Campolongo.

Gewehre italienischer Gefallener am Basson

Nach mehrtägigem Trommelfeuer begannen am 21. August 1915 gegen Abend italienischen Infanterieangriffe gegen den Monte Durer südlich der Hochfläche von Folgaria durch das 2. Bersaglierieregiment, die jedoch zurückgewiesen werden konnten. Gegen 22:00 Uhr am 24. August erfolgte ein erneuter Angriff, diesmal durch die Brigade Ivrea (IR 161 und IR 162) und Treviso (IR 115 und IR 116) und verstärkt durch die Alpinibataillone Bassano und Val Brenta, der ebenfalls abgewiesen wurde. Am 25. August um 04:00 Uhr griff die Brigade Treviso mit dem „Infanterieregiment 115“ an der Spitze nochmals mit Schwerpunkt auf den vorgeschobenen Stützpunkt Basson an. Dieser und die angrenzenden Bereiche wurden von einer Kompanie Tiroler Landesschützen, den Oberösterreichischen Freiwilligen Jungschützen, Standschützen aus Kitzbühel, aus Schwaz, dem Standschützenbataillon Sterzing und dem Standschützenbataillon Meran I verteidigt. Nachdem die Italiener viermal vergeblich angegriffen und auch zum Schluss nur ein kleines vorderes Grabenstück erobert hatten, waren sie mit ihrer Kraft am Ende, da das Flankenfeuer der Maschinengewehre vom Posten Vezzena jegliche weitere Angriffsversuche von vorneherein zum Scheitern verurteilte. Das Sperrfeuer der Österreicher ließ einen Rückzug nicht mehr zu, sodass es dem Abschnittskommandeur, Oberst Otto Freiherr Ellison von Nidlef, gelang, nur mit einer Pistole bewaffnet und mit einer Handvoll Männer hinter sich, etwa 400 italienische Soldaten einschließlich des Kommandanten des IR 115 Colonello Riveri gefangen zu nehmen, wofür ihm die höchste militärische Auszeichnung der k.u.k.-Monarchie, das Ritterkreuz des Militär-Maria-Theresia-Ordens, verliehen wurde. Oberst Riveri wurde später über die Schweiz nach Italien zurückgeführt, verstarb aber nach wenigen Monaten an den Folgen seiner Verletzungen. Die Verluste der österreichischen Verteidiger beliefen sich auf etwa 150 Gefallene und etwa 300 Verwundete. Die Italiener verloren ungefähr 250 Gefallene und 470 Verwundete, zudem gerieten 350 Mann in österreichische Gefangenschaft, von denen etwa 110 verwundet waren. Das italienische Denkmal an der Assatalstraße vermerkt hingegen 1048 gefallene (caduti) Unteroffiziere und Mannschaften und 43 gefallene Offiziere. Insgesamt vermerkt die Brigade „Ivrea“ 240 und die Brigade „Treviso“ 1079 Tote, Verwundete und Vermisste

## Ende der Kämpfe
Mit der österreichischen Südtiroloffensive im Juni 1916 verschob sich die Front ganz erheblich nach Südosten, sodass die Festungswerke und die Hochfläche in keine Kämpfe mehr involviert waren. Erst bei Ende des Krieges wurde die Hochfläche mit den Festungswerken im Zuge des Rückzugs und Zusammenbruchs der österreichischen Truppen im November 1918 von britischen und italienischen Truppen besetzt.

## Fazit
Obwohl die unmittelbar betroffenen Festungswerke nicht dem allerneuesten Stand der Kriegstechnik entsprachen (zu schwache Turmpanzerung, zu kleine Geschütze) haben sie ihre Bewährungsprobe voll und ganz bestanden. Ein Durchbruch italienischer Infanterie über die Hochfläche wurde (wenn auch nur mit allerletzter Kraft) verhindert. Mit dem Erreichen der Stadt Trient wäre das gesamte Gebiet östlich des Gardasees wie in einem Sack abgeschnitten gewesen.
- siehe auch: Österreich-Ungarns Heer im Ersten Weltkrieg